# 加拉·卢帕尼奥
加拉·卢帕尼奥（Galla Lupanio，又称Galla Gaulo），是第五任威尼斯总督。他在推翻其前任后成为总督，一年后即被罢黜，致盲，并被流放。